# إيما مايلز
إيما مايلز (بالإنجليزية: Emma Myles)‏ هي ممثلة أمريكية، ولدت في 30 يونيو 1987.

## وصلات خارجية
- إيما مايلز على موقع IMDb (الإنجليزية)
- إيما مايلز على موقع ألو سيني (الفرنسية)
- إيما مايلز على موقع قاعدة بيانات الفيلم (الإنجليزية)
- إيما مايلز على موقع كينوبويسك (الروسية)